# Amenemhat (kormányzó)

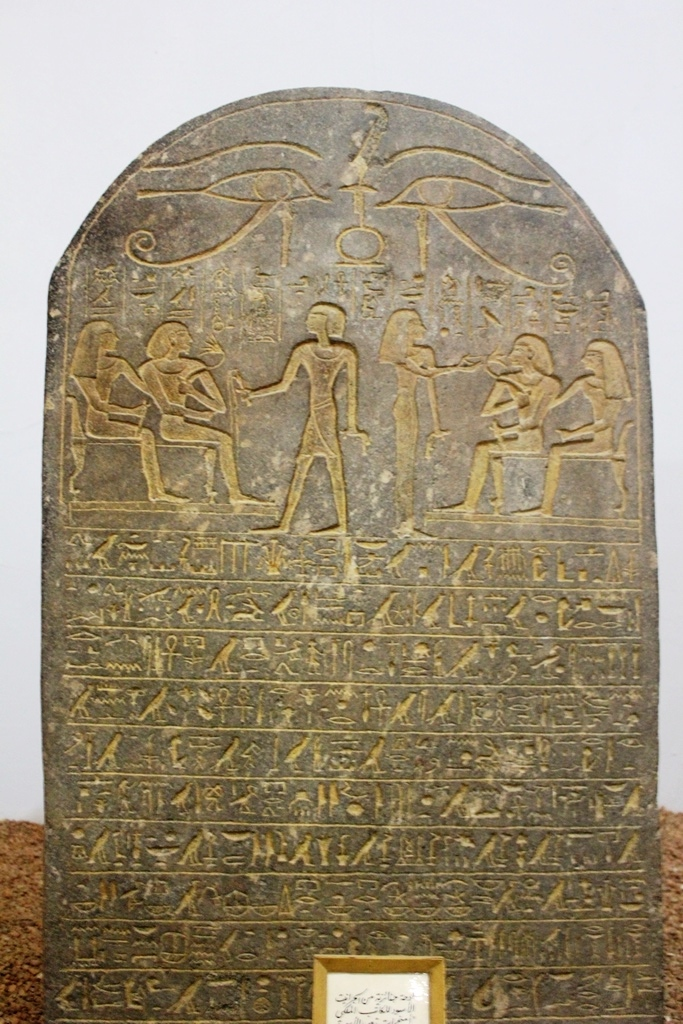
Sztélé Amenemhat sírjából, rajta Amenemhat és családja

Amenemhat núbiai hivatalnok volt az ókori egyiptomi XVIII. dinasztia idején, Hatsepszut és III. Thotmesz uralkodása alatt. Címe szerint Teh-ket főnöke volt, azaz Alsó-Núbia egy részét kormányozta az egyiptomi állam nevében; az újbirodalmi fáraók gyakran nevezték ki a helyi elit tagjait az újonnan elfoglalt területek élére. Teh-ket körülbelül Debeira és Szerra környékét foglalta magába; a helyi kormányzók egy családból kerültek ki.
Amenemhatnak számos említése fennmaradt. Egy Buhenben talált szobor felirata szerint pályáját egyszerű írnokként kezdte I. Thotmesz alatt, majd bátyját követte a kormányzói székben, Hatsepszut és III. Thotmesz uralkodása alatt. Amenemhat apja Ruiu, bátyja Dzsehutihotep volt, mindketten Teh-ket főnökei voltak.
Amenemhat sírját a Nílus nyugati partján, Debeirában fedezték fel. A sírnak a föld feletti része vályogtéglából épült, közepén piramis állt, benne áldozati kápolnával. A piramis előtt udvar terült el. A föld alatti sírkamrákból koporsók és kanópuszedények kerültek elő, utóbbiakon Paitszi neve állt; ez Amenemhat fivérének, Dzsehutihotepnek a másik neve. Lehetséges, hogy őt is itt temették el.

## Fordítás
- Ez a szócikk részben vagy egészben  az   Amenemhat (chief of Teh-khet) című angol Wikipédia-szócikk ezen változatának fordításán alapul.  Az eredeti cikk szerkesztőit annak laptörténete sorolja fel. Ez a jelzés csupán a megfogalmazás eredetét és a szerzői jogokat jelzi, nem szolgál a cikkben szereplő információk forrásmegjelöléseként.